# Herbita harpalyciaria
Herbita harpalyciaria är en fjärilsart som beskrevs av Charles Oberthür 1911. Herbita harpalyciaria ingår i släktet Herbita och familjen mätare. Inga underarter finns listade i Catalogue of Life.